# Charles J. Carney
Charles Joseph Carney, född 17 april 1913 i Youngstown i Ohio, död 7 oktober 1987 i Youngstown i Ohio, var en amerikansk politiker (demokrat). Han var ledamot av USA:s representanthus 1970–1979.
Kongressledamot Michael J. Kirwan avled 1970 i ämbetet och Carney fyllnadsvaldes till representanthuset. Han efterträddes 1979 som kongressledamot av Lyle Williams.
Carney avled 1987 och gravsattes på Calvary Cemetery i Youngstown.